# Johann I. (Bretagne)

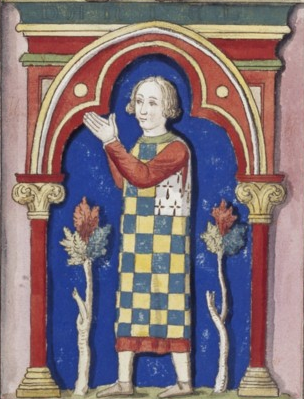
Herzog Johann I. der Rote in einer späten Darstellung aus dem 17. Jahrhundert.

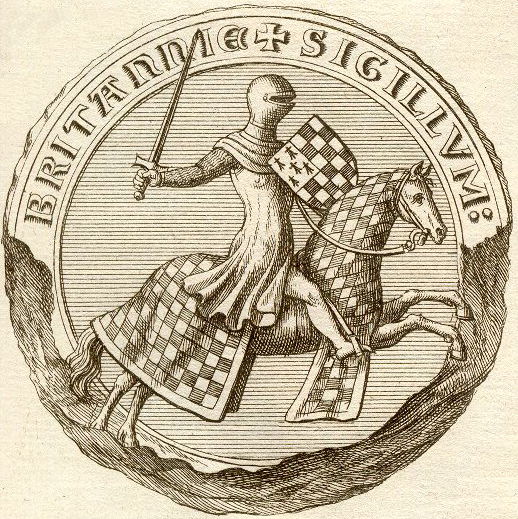
Siegel Johanns I.

Johann I. von Dreux (* 1217 im Château de l’Isle, Marzan, heutiges Département Morbihan; † 8. Oktober 1286), genannt der Rote (le Roux) wegen der Farbe seines Barts, war Graf von Penthièvre und Herzog von Bretagne.
Sein Vater war Peter Mauclerc († 1250), Sohn des Grafen Robert II. von Dreux. Seine Mutter war dessen Gattin Alix von Thouars († 1221), Enkelin des Herzogs Conan IV. von Bretagne.
Beim Tod seiner Mutter 1221 erbte er von ihr das Herzogtum Bretagne. Da er noch minderjährig war, stand er aber bis 1237 unter Regentschaft seines Vaters. Er war ebenso seit 1221 Graf von Richmond. Diese Grafschaft wurde ihm allerdings 1235 vom englischen König Heinrich III. von England entzogen, da sich sein dem französischen König treuer Vater als Regent weigerte, diesem als Lehnsherr Richmonds zu huldigen. Heinrich III. gab diesen Titel daraufhin 1241 an Peter II. von Savoyen. Nachdem Peter II. 1268 gestorben war, gab König Heinrich III. die Grafschaft Richmond an Johann I. zurück. Johann reichte die Grafschaft sofort an seinen Sohn Johann II. weiter.
Zusammen mit Johann II. nahm er 1270 am Siebten Kreuzzug unter König Ludwig IX. von Frankreich teil. Nachdem dessen Expedition vor Tunis gescheitert war, kehrte Johann I. in sein Herzogtum zurück, während sein Sohn den Kreuzzug im Heer des englischen Kronprinzen Eduard (I.) ins Heilige Land fortsetzte.
Er starb 1286 und wurde im Kloster Prières begraben, das er 1251 gestiftet hatte.

## Nachkommen
Er heiratete 1236 Blanca von Champagne, Tochter Theobalds, des Königs von Navarra und Grafen von Champagne, mit der er folgende Kinder hatte:
- Johann II. (1239–1305)
- Peter (1241–1268)
- Alix (1243–1288), Herrin von Pontarcy, ⚭ 1254 mit Johann von Châtillon, Graf von Blois, Dunois und Chartres